# 半田市立宮池小学校
半田市立宮池小学校（はんだしりつ みやいけしょうがっこう）は、愛知県半田市南二ツ坂町にある公立小学校。

## 沿革
- 1985年（昭和60年）4月 - 半田市立成岩小学校、半田市立雁宿小学校、半田市立板山小学校から分離し、開校。

## 学区
- 雁宿町1丁目（一部）、白山町1-3丁目、白山町4丁目（一部）、白山町5丁目、北二ツ坂町、昭和町、土井山町、蝮ケ池町、葭谷町、北滑草町（知多半島道路以東）、福地町、東郷町、春日町、宮本町、彦洲町（知多半島道路以東）、山代町、南二ツ坂町、天神町、仲田町、桐ケ丘1-5丁目、吉田町（知多半島道路以東）[1]。

公立中学校の進学先は半田市立成岩中学校である。

## 周辺施設
- 愛知県立半田商業高等学校
- 半田市立成岩中学校
- 半田市立青山中学校
- 半田市立雁宿小学校
- 半田市立宮池幼稚園
- 半田市立図書館
- 半田市立博物館
- 知多中部広域事務組合半田消防署成岩出張所
- 知多半島道路・南知多道路半田IC

## 交通アクセス
鉄道
- 名鉄河和線成岩駅下車、徒歩約20分。
- 名鉄河和線知多半田駅下車、徒歩約25分。
- JR東海武豊線半田駅下車、徒歩約30分。

バス
- 半田市公共交通バス「ごんくる（南吉バス）」乗車、「宮池小学校」バス停より徒歩約3分。